# Karel I van Aumale
Karel I van Aumale (25 januari 1555 - Brussel, 1631) was van 1573 tot 1595 hertog van Aumale. Hij behoorde tot het huis Guise.

## Levensloop
Karel was de tweede zoon van hertog Claude II van Aumale en diens echtgenote Louise de Brézé, vrouwe van Anet. 
Na de dood van zijn vader in 1573 werd Karel hertog van Aumale. In 1575 vocht hij tijdens de Hugenotenoorlogen samen met zijn neef hertog Hendrik I van Guise tegen prins Hendrik I van Bourbon-Condé. In 1579 werd hij door koning Hendrik III van Frankrijk benoemd tot ridder in de Orde van de Heilige Geest. Ook was Karel gouverneur van Picardië en grootjagermeester van Frankrijk.
Tijdens de Hugenotenoorlogen was hij een van de leiders van de Heilige Liga. In 1587 leidde Karel de revolutie in Picardië, de prelude van de breuk tussen het huis Guise en koning Hendrik III. Aanvankelijk zocht Karel toenadering tot Hendrik III, maar de moord op zijn neef Hendrik I maakte een einde aan deze toenadering en de strijd hervatte zich. Op 17 april 1589 werd hij nabij Senlis verslagen door de troepen van Hendrik III en koning Hendrik van Navarra. Nadat Karel in maart 1590 gevangengenomen werd bij de Slag bij Ivry, weigerde hij zich over te geven en zette hij de strijd verder. Het Parlement van Parijs veroordeelde hem wegens majesteitsschennis en op 6 juli 1595 werden zijn bezittingen geconfisqueerd.
Karel ging in ballingschap naar Brussel, dat toen de hoofdstad van de Spaanse Nederlanden was. Hij zou er blijven tot aan zijn dood in 1631. Hij ging in de militaire dienst van Albrecht van Oostenrijk, de landvoogd van de Spaanse Nederlanden, en raakte in 1600 gewond in de Slag bij Nieuwpoort. 

## Huwelijk en nakomelingen
Op 10 november 1576 huwde Karel met zijn nicht Maria (1555-1605), dochter van baron René II van Elbeuf. Ze kregen vijf kinderen:
- Karel (1580), jong gestorven
- Hendrik, jong gestorven
- Margaretha, jong gestorven
- Anna (1600-1638), hertogin van Aumale, huwde in 1618 met hertog Hendrik I van Savoye-Nemours
- Maria, was misschien verloofd met generaal Ambrogio Spinola, maar dit wordt door geen enkele historische bron bevestigd.